# Prva Liga 1951
In 1951 werd het 22ste seizoen gespeeld van de Prva Liga, de hoogste voetbalklasse van Joegoslavië. Rode Ster werd kampioen. 

## Eindstand
| Plaats | Club               | Wed. | W  | G | V  | Saldo | Ptn. |
| ------ | ------------------ | ---- | -- | - | -- | ----- | ---- |
| 1      | Rode Ster Belgrado | 22   | 17 | 1 | 4  | 50:21 | 35   |
| 2      | Dinamo Zagreb      | 22   | 16 | 3 | 3  | 45:19 | 35   |
| 3      | Hajduk Split       | 22   | 14 | 4 | 4  | 52:21 | 32   |
| 4      | Partizan Belgrad   | 22   | 10 | 4 | 8  | 34:24 | 24   |
| 5      | BSK Belgrado       | 22   | 8  | 6 | 8  | 34:24 | 22   |
| 6      | Lokomotiva Zagreb  | 22   | 7  | 6 | 9  | 32:34 | 20   |
| 7      | FK Sarajevo        | 22   | 6  | 8 | 8  | 25:39 | 20   |
| 8      | Vojvodina Novi Sad | 22   | 8  | 3 | 11 | 26:30 | 19   |
| 9      | Borac Zagreb       | 22   | 7  | 4 | 11 | 30:33 | 18   |
| 10     | FK Mačva Šabac     | 22   | 6  | 5 | 11 | 25:33 | 17   |
| 11     | Spartak Subotica   | 22   | 7  | 2 | 13 | 16:47 | 16   |
| 12     | Napredak Krusevac  | 22   | 2  | 2 | 18 | 16:60 | 6    |
| -      |                    |      |    |   |    |       |      |

|  | Kampioen   |
|  | Degradatie |

1923 · 1924 · 1925 · 1926 · 1927 · 1928 · 1929 · 1930 ·  1931 · 1932 · 1933 · 1934/35 · 1935/36 ·  1936/37 · 1937/38 · 1938/39 · 1939/40 · 1940/41 ·  1941/42 · 1942/43 · 1943/44 · 1944/45 · 1945 · 1946/47 · 1947/48 · 1948/49 ·  1950 · 1951 · 1952 ·  1952/53 · 1953/54 · 1954/55 · 1955/56 · 1956/57 · 1957/58 · 1958/59 · 1959/60 · 1960/61 · 1961/62 · 1962/63 · 1963/64 · 1964/65 · 1965/66 · 1966/67 · 1967/68 · 1968/69 · 1969/70 · 1970/71 · 1971/72 · 1972/73 · 1973/74 · 1974/75 · 1975/76 · 1976/77 · 1977/78 · 1978/79 · 1979/80 · 1980/81 · 1981/82 · 1982/83 · 1983/84 · 1984/85 · 1985/86 · 1986/87 · 1987/88 · 1988/89 · 1989/90 · 1990/91 · 1991/92